# Балта-лиман
Балта-Лиман — бухта біля європейського берега Босфору, в межах міста Стамбул. Назва походить від тур. Balta — «сокира».
Бухта відома завдяки Балта-Лиманського договору, підписаного тут між Російською імперією і Османською імперією. 1 травня 1849 року, згідно з яким Російська імперія отримувала на 7 років право разом із Османською імперією втручатися у внутрішні справи Дунайських князівств.
| Туреччина | Це незавершена стаття з географії Туреччини. Ви можете допомогти проєкту, виправивши або дописавши її. |

| Хвиля | Це незавершена стаття з океанології. Ви можете допомогти проєкту, виправивши або дописавши її. |

1. ↑  İstanbul'un Mahalle Bazında Nüfus Yoğunluğu Haritası, Population Density Map of Istanbul by Neighborhood